# 阿尔比尼亚塞戈
阿尔比尼亚塞戈（義大利語：Albignasego），是意大利威尼托大区帕多瓦省的一个市镇。总面积20.99平方公里，人口22519人，人口密度1072.8人/平方公里（2009年）。国家统计（ISTAT）代码为028003。